# Croton magnifolius
Espèce
Classification APG III (2009)
Croton magnifolius est une espèce de plantes à fleurs du genre Croton et de la famille Euphorbiaceae présente au Mexique (à Mazatlan, dans l'État du Sinaloa).